# 中央経済工作会議
中央経済工作会議（ちゅうおうけいざいこうさくかいぎ、簡体字: 中央经济工作会议; 繁体字: 中央經濟工作會議）は、中国共産党中央委員会と国務院が合同で開催する中華人民共和国における経済関連で最高レベルの会議。1994年より毎年開催されている。

## 概要
中央経済工作会議は、11月下旬から12月上旬にかけて2-4日間の日程で開催され、党総書記をはじめとする中央政治局常務委員に加え、閣僚、全国人民代表大会・全国政治協商会議の代表者、地方政府や中央企業、新疆生産建設兵団、中国人民解放軍の幹部らが参加し、経済成長率や物価など翌年のマクロ経済運営について討議する。中央経済工作会議の開催前に、中央指導者らが全国各地で1カ月以上をかけて調査研究、経済政策について行われた検討をもとに、1年間の経済実績の総括が行われ、国内外における経済状況の変化への対応、マクロ経済発展計画の制定が行われる。約3ヶ月後に3月に開催される全国人民代表大会において経済成長率の目標など、経済政策が正式に公表されるが、工作会議後に発表される談話において経済政策が示されるため、中国国内外からの注目度が高い会議となっている。
2011年以降、中華人民共和国の経済は労働力不足に伴う潜在成長率の低下をきっかけに、それまでの高度成長期と異なる「新常態」に入っている。中高速成長を持続させるために、成長エンジンを生産性の向上に切り替えていくという「経済発展パターンの転換」と、産業構造の調整が求められている。中央経済工作会議においても、政策対応として、イノベーションと資源の再配分の促進を柱とする「供給側改革」に焦点を置いており、経済の高度な「成長」より「安定」が重視される傾向に変わりつつある。
また、｢共同富裕｣の推進やカーボンニュートラルの実現に向けたロードマップの実現といった、異例の3期目の任期に突入した習近平総書記が掲げる中長期的な政策課題の実現に向けた議論も行われる場となっている。

## 脚註
1. ↑  “中央経済工作会議”. iFinance 金融経済用語辞典. 2022年11月5日閲覧。
2. ↑  “揭秘：年度高级别经济工作会议怎么开？”. 2022年1月20日時点のオリジナルよりアーカイブ。2019年12月12日閲覧。
3. 1 2  西濵 徹. “中央経済工作会議､2022年の中国政府は｢経済の安定｣を重視へ～共産党大会での3期目入りに向け､成長率の下振れが避けられないなかで｢安定｣がより重要に～”. 2022年11月5日閲覧。
4. ↑  “聚焦2015中央经济工作会议”.   凤凰网 (2015年12月18日). 2015年12月22日時点のオリジナルよりアーカイブ。2015年12月18日閲覧。
5. ↑  “経済用語集 中央経済工作会議”. 人民網 2022年11月5日閲覧。
6. ↑  加藤 嘉一 (2021年12月16日). “2022年の中国は安定感重視？年末恒例、最高幹部オンパレードの経済行事に注目！”. トウシル.   楽天証券. 2021年12月16日閲覧。
7. ↑  関志雄. “「新常態」における経済政策の軸となる「供給側改革」― 五中全会と中央経済工作会議の議論を踏まえて ―”.   独立行政法人経済産業研究所. 2022年11月5日閲覧。